# 매춘 3
"매춘 3"(賣春 3, Prostitution 3)는 한국에서 제작된 유진선 감독의 1993년 에로 영화이다. 박진영 등이 주연으로 출연하였고 박종찬 등이 제작에 참여하였다.

## 출연

### 주연
- 박진영
- 한영수
- 김경진
- 장은주
- 이양호

### 조연
- 성미진
- 이무정
- 박재석
- 이승일
- 남정희
- 이강현
- 오영화
- 오희찬

## 기타
- 원작자: 윤일웅
- 제작담당: 이완호
- 촬영부: 양범식
- 촬영부: 차대근
- 촬영부: 임성훈
- 촬영부: 황지훈
- 조명: 최의정
- 조명부: 강광원
- 조명부: 남한호
- 조명부: 김영기
- 조명부: 김귀용
- 조명부: 오준근
- 연출부: 서일식
- 스크립터: 이선경
- 조감독: 오덕환
- 녹음: 김경일
- 미술: 도용우
- 의상: 김은희
- 의상: 허희수
- 의상: 김현주
- 운송: 이경형
- 옵티컬: 윤종두
- 개봉관: 한일
- 효과: 양대호